# شرکت‌نامه
شرکت نامه (به انگلیسی : Memorandum of association  ) ؛ از اسناد و مدارک مهمی است که هنگام ثبت شرکت ها تنظیم می‌گردد و شامل موارد و شرایط اساسی فعالیت شرکت است. در حقوق بازرگانی ایران ، اساسنامه سندی است که در شرکت‌های سهامی هویتبخش شخص حقوقی شرکت و مشخص‌کننده خط مشی فعالیت آن است؛ با این حال شرکت‌های مسئولیت محدود، تضامنی و نسبی اساسنامه نداشته و به جای آن شرکت نامه دارند. هم شرکتنامه و هم اساسنامه به عنوان قراردادهایی که هویت شرکت را روشن می‌سازند از اهمیت بالایی برخوردارند .

## تعریف حقوقی شرکت نامه
شرکتنامه قراردادیست که در قالب یک سند رسمی ما بین شرکای یک شرکت تجاری به صورت کتبی منعقد می‌گردد. این قرارداد باید به امضای همه‌ی شرکا یا نماینده‌ی قانونی آن‌ها برسد تا اعتبار یابد. این سند در شرکت‌های با مسئولیت محدود اهمیت بالایی دارد و از ارکان اصلی تشکیل شرکت تلقی می‌شود به طوری که تنظیم نکردن شرکت نامه در این شرکت‌ها موجب بطلان شرکت می‌شود.

## نکات مندرج در شرکت نامه
نکاتی که در شرکت نامه های تنظیمی بین شرکاء در شرکت های تجاری باید رعایت شود، ذیلا به طور خلاصه شرح داده می شود :
1. نام شرکت : درج شماره ثبت شرکت در دفتر ثبت شرکتها همراه با نام شرکت در کلیه برنامه ها و آگهی ها و اطلاعیه ها اجباری است. مراجعه به دفاتر ثبت شرکتها اعم از دفتر ثبت شرکت های ایرانی و خارجی برای عموم آزاد است و هر ذینفعی میتواند از مندرجات دفاتر مذکور سواد مصدق تحصیل کند.
2. نوع شرکت : مشخص نمودن نوع شرکت در شرکتنامه، روشنگر آن خواهد بود که شرکت تجاری جدیدالتأسیس کدام یک از انواع شرکتهای تجارتی پیش بینی شده در ماده ۲۰ قانون تجارت است و به تبع آن چه مدارکی بایستی به ضمیمه اظهارنامه ثبت شرکت، به مرجع ثبت شرکت‌ها تسلیم شود.
3. موضوع شرکت : موضوع شرکت، بیانگر مشروعیت تشکیل آن است، زیرا موسسات و تشکیلاتی را که مقاصد آنها مخالفت با انتظامات عمومی یا نامشروع است، نمی توان ثبت نمود.
4. مرکز اصلی شرکت و آدرس صحیح آن.
5. محل شعب شرکت .
6. اسامی مؤسسین یا شرکای شرکت : به منظور روشن شدن مشخصات تشکیل دهندگان شرکت، ذکر اسامی کامل آنها اعم از نام و نام خانوادگی و شماره شناسنامه و محل صدور شناسنامه و محل و تاریخ تولد به روز و ماه و سال و آدرس صحیح و دقیق اقامتگاه آنها لازم است. به خصوص در شرکت های شخص انعکاس نام شرکاء در شرکتنامه ضرورت قانونی دارد.
7. تابعیت شرکت : در شرکتنامه شرکت های تجاری اعم از ایرانی و خارجی، باید تابعیت شرکت قید شود. هر شرکتی که در ایران تشکیل و مرکز اصلی آن در ایران باشد، شرکت ایرانی محسوب می شود.
8. مبدا تشکیل شرکت و مدت آن.
9. سرمایه شرکت (اعم از نقدی و غیر نقدی):  تشکیل شرکت منوط به این است که قیمت نقدی سرمایه تماما پرداخت و آورده های غیرنقدی با تعیین قیمت هر حصه به تراضی شرکاء تقویم و تسلیم شود ،آورده غیرنقدی آنان نیز باید به وسیله کارشناس رسمی دادگستری ارزیابی شود .
10. میزان سهم الشرکه :  برای تعیین میزان مسئولیت شرکاء در برابر همدیگر مشخص نمودن میزان سهم الشرکه آنان ضروری است.
11. مدیر یا مدیران شرکت : پیش‌بینی نحوه اداره شرکت و حدود وظایف و اختیارات و مسئولیت مدیران بر اساس مصرحات قانونی مربوط، در شرکت نامه ضروری است.
12. زمان رسیدگی به حساب و ترتیب تقسیم سود و زیان : تعیین سال مالی که معمولاً به جز سال تاسیس شرکت، برای بقیه مدت آغاز و پایان آن ابتدا و انتهای یک سال هجری شمسی معین می شود، تهیه و تنظیم به موقع ترازنامه و حساب سود و زیان صورت حساب دارایی و حساب دوره عملکرد و تنظیم اظهارنامه مالیاتی و تسلیم به موقع آن به حوزه مالیاتی مربوط، به امضای دارندگان حق امضا و مهر شرکت پس از تصویب شرکاء و منظور نمودن سالانه مبلغی به عنوان «ذخیره احتیاطی» یا «اندوخته قانونی» که حداقل قانونی که یک بیستم سود خالص شرکت، برای تامین ضررهای احتمالی سال‌های بعد و کسر اندوخته اختیاری به قصد تامین ضررهای احتمالی یا پر کردن محل های مطالبات لاوصول، یا جبران مطالبات مشکوک الوصول، یا جبران کاهش قیمت استهلاک اموال در اثر استعمال و فرسودگی در شرکتنامه پیش بینی خواهد شد و مقررات مربوط به تقسیم منافع شرکت بین شرکاء بر اساس ضوابط مقرر در قوانین ذیربط، در شرکتنامه درج خواهد شد.
13. بازرسان( یا نظار )شرکت : برای نظارت در گردش صحیح امور شرکت، بسته به نوع شرکت تجاری، قانونا تدابیر متفاوت اتخاذ می‌شود، که چگونگی اقدام در هر حال باید در شرکت نامه شرکت پیش‌بینی شود.
14. انحلال و فسخ شرکت : انحلال شرکت موقعی است که طبق قانون یا با تراضی کلیه شرکای شرکت از بین میرود. ولی فسخ شرکت در حدود اختیار پیش بینی شده در قانون، به وسیله یکی از شرکاء درخواست می گردد که ممکن است با مرتفع شدن موجبات فسخ، شرکت به فعالیت خود ادامه دهد.لذا در مواردی که انحلال قهری است. مثلاً موارد نیل به مقصود، یا انقضای مدت شرکت یا ورشکستگی. ولی در برخی موارد می‌توان با اتخاذ تدابیری از انحلال شرکت جلوگیری نمود. مثل مورد پرداخت سهم الشرکه شریک ورشکسته خروج او از شرکت. در برخی از شرکت ها و نظایر آن که این موارد و نیز تدابیر متخذه در مورد ورشکستگی شرکت و انعقاد قرارداد ارفاقی یا تصفیه امور شرکت، کلا باید در شرکتنامه پیش‌بینی گردد.
15. قید سایر شرایط قانونی مقرر بین شرکاء در شرکتنامه.